# Phare de la jetée de Milwaukee

Le phare de la jetée de Milwaukee (en anglais : Milwaukee Pierhead Light), est un phare du lac Michigan situé sur la jetée du port de Milwaukee dans le Comté de Milwaukee, Wisconsin.
Ce phare est inscrit au Registre national des lieux historiques depuis le 21 novembre 2012 sous le n° 12000971 .

## Historique
Le phare a été établi en 1872. Il se trouve à l'ouest du phare du brise-lames de Milwaukee et est près de l'écoulement de la rivière Milwaukee dans le port de Milwaukee et le lac Michigan.
Cette lumière a une tour ronde en acier avec une galerie ronde et une lanterne à dix côtés. En 1926, la lentille de Fresnel de quatrième ordre d'origine a été transférée au phare du brise-lames, et cette lentille est maintenant exposée au Wisconsin Maritime Museum (en) à Manitowoc. La lentille de Fresnel de cinquième ordre, installée en 1926, a été retirée en 2005 et remplacée par une balise moderne. La tour a été repeinte vers 2007. La lentille du cinquième ordre serait également exposée au Wisconsin Maritime Museum .
Un câble sous-marin relie ce feu au feu de brise-lames de Milwaukee, sur lequel un avertissement de danger lumineux est affiché.
De 1872 à 1926, le phare avait ses propres gardiens. Par la suite il a été entretenu par les gardiens résidents qui étaient stationnés à la station du phare de North Point jusqu'à ce qu'il soit automatisé en 1939.

## Description
Le phare  est une tour cylindrique en acier de 12 m de haut, avec galerie et lanterne. Le phare est peint en rouge et la lanterne est noire.
Il émet, à une hauteur focale de 13 m, un bref éclat rouge de 0.4 seconde par période de 4 secondes. Sa portée est de 7 milles nautiques (environ 13 km).

## Caractéristiques dufeu maritime
Fréquence : 4 secondes (R)
- Lumière : 0.4 seconde
- Obscurité : 3.6 secondes

Identifiant : ARLHS : USA-498 ; USCG :  7-20670 .

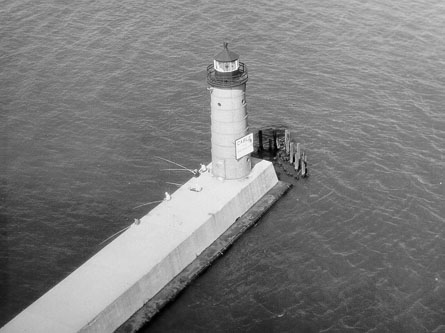
Le phare (photo USCG)
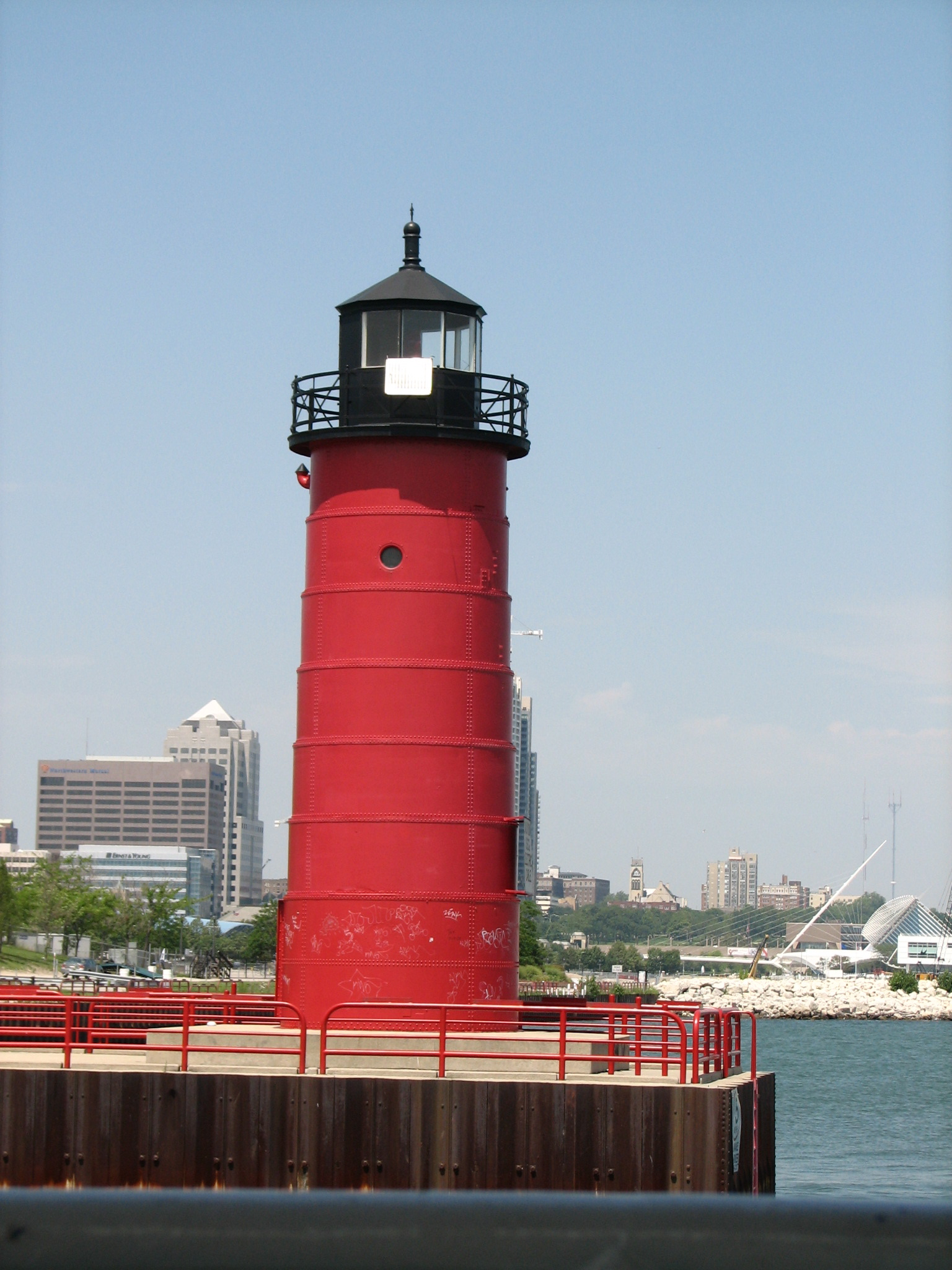
Le phare
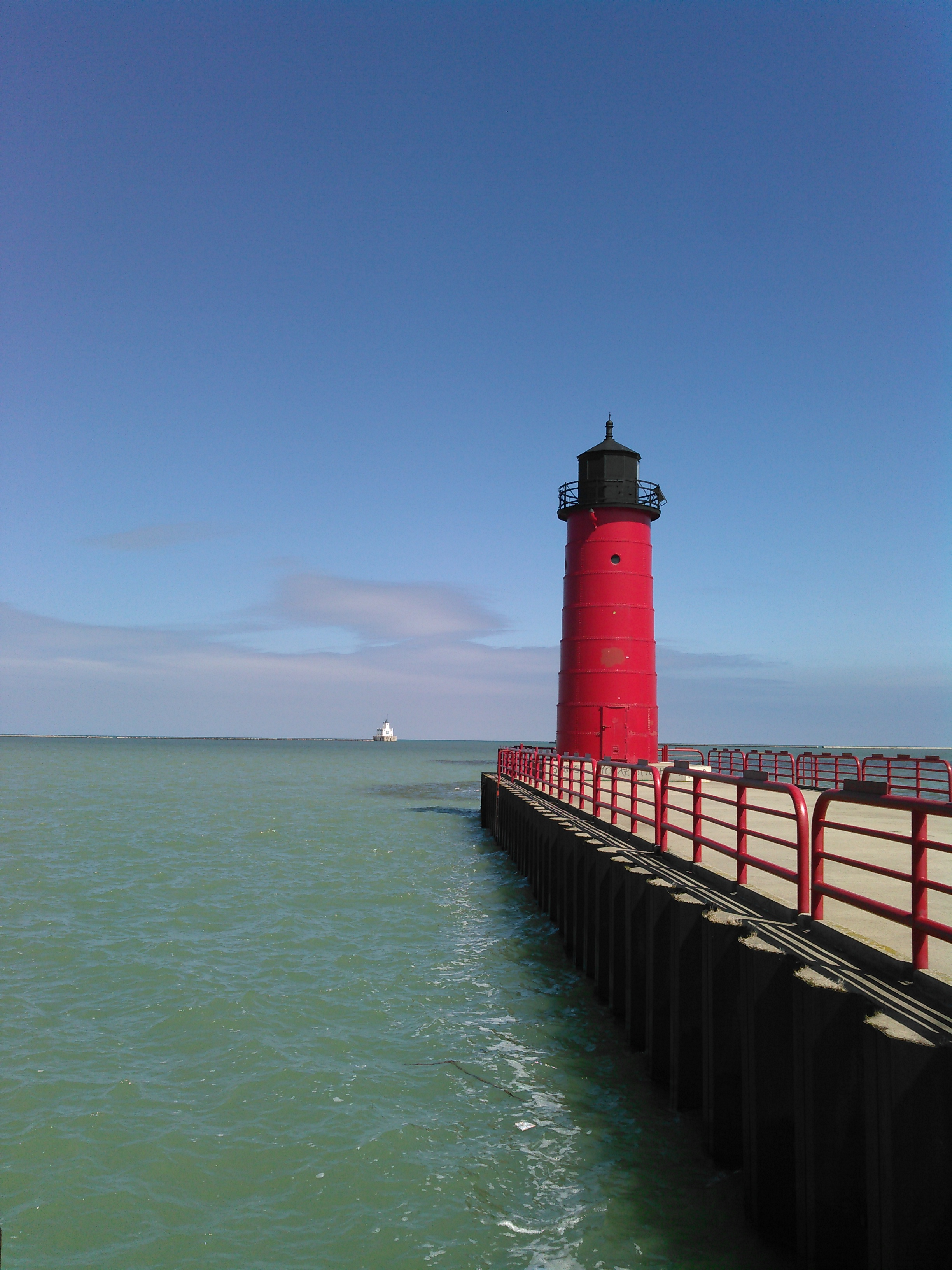
Le phare et celui du brise-lames

### Lien connexe
- Liste des phares du Wisconsin